# Български средновековен каменен вал в Северна Добруджа
Българският средновековен каменен вал в Северна Добруджа е триелементна укрепена линия от епохата на Първото българско царство в Северна Добруджа.
Намира се между крепостите Хиног (Черна вода) и Кюстенджа (Костеница), дълга е приблизително 60 км от Дунав до Черно море в полосата на Мурфатлар, за която Добруджанския кирилски надпис на жупан Димитър от 943 г., находките от големи количества старобългарска керамика намерена тук, откритията в свързания със строежа на вала Старобългарски скален манастир при дн. Мурфатлар, единството с монументалните градежи в Плиска, Мадара, Преслав, Островната българска крепост пристанище на Дунав (Пъкуйул луи Соаре) и пр., съответствието на общите и характеризиращи България строителство на крупни земно-насипни фортификации до покръстването и замяната им с каменни строежи след него, на ориентирането и преориентирането на отбранителните съоръжения според посоката на заплахата – първоначално на юг срещу Византия, когато българите са предимно северно от вала, а после обръщането му на север за отразяване на хазарска, унгарска, руска и на разните номади от север заплаха към разширената държава и новия ѝ център в Плиска и Преслав са очевидни и констатират българската му принадлежност, установена по един или друг начин от многобройни най-авторитетни чужди и български учени.

## Характеристики
Укрепената линия е фортификационно съоръжение с максимална дължина 61 км от два землени вала с ровове и трети вал – крепостна каменна стена, при което е имало и десетки фортове, крепости и укрепени лагери. Наличието на отломъци от римски и ранновизантийски паметници и други предмети от късната античност в насипите изключват датирането на съоръженията към една по-ранна от Средновековието епоха. То се състои се от юг на север както следва:
Малък вал или Аспарухов вал – най-ранната, изградена според изследователите при Аспарух, за защита от нападение от юг от Византия като фортификация, представляваща траншеен ров от южната страна и трамбован землен насип зад него. Дълъг е 61 км. Ровът е широк 5 – 6 м и дълбок 2 – 3 м, над него на височина още 3 – 4 м и ширина до 10 м е издигнат землен насип. Не е ясно дали на върха му е имало палисада – стена от набити свързани и заострени в горния край дървени трупи. Пресечен е от трасето на по-късния Голям вал.
Каменен вал или Симеонов вал – най-късната, изградена според изследователите през „Златния век“ на българската държава при цар Симеон или около това време, фортификация, за защита на столичното направление от северните чергари като унгарците, които в 895 г. обсаждат Дръстър и достигат до Плиска, заплахата от активизиралите се в X век руси, а и за контрол на движението в страната на другите степни племена като съюзните от едно време нататък печенези и за сигурност срещу евентуален десант на византийския флот каквито рейдове са обичайна стратегия на Константинопол. Строежът ѝ се датира от IX, най-късно до средата на X век. С открития стоял вграден в зида каменен блок с надпис на кирилица на жупан Димитър от 943 г. в който се споменават гърци, и може би, маджари, с монетна находка от средата на X век в изследвани жилища полуземлянки в крепост № III, както и от проучванията на близкия скален български манастир в кариерата при Мурфатлар, от където е материалът за строежа ѝ. Валът представлява каменна крепостна стена без кули, дълга 59 км, дебела 2 м и висока до 4 м, върху 2 м висок насип широк 10 м с двустранен окоп, северния широк 8 м и дълбок 2 м, а южният – малко по-тесен и дълбок към метър. Лицата са иззидани с хоросан с варовикови блокове от кариерата, в която се установява българският скален манастир в Мурфатлар, вътрешността на стената между блоковете е запълвана с блокаж. Най-отдолу е едноредова подложка от малки блокчета, върху които с отстъп са подредени по-големи лицеви блокове. Стената свързва една с друга 24 крепости вградени в нея, а още 6 също построени заедно с нея, но без конструктивна връзка със зидовете ѝ окомлектоват защитната верига. Крепостите са зидани също като стената, но вместо хоросан са на глинен разтвор, на разстояние са една от друга от половин до 3 км, с площ от 10 до 100 дка. Издигнати са върху доминиращи височини. Някои са с два дори с три рова. Втора каменна стена е отбелязана в пространството между двата рова при някои крепости. Големите имат кули и вместо глина са с хоросанов разтвор, малките са без кули. Разположението на преградната стена и свързаните с нея крепости не е съобразено с по-стария Голям землен вал, и го пресича или върви при него без да е взета под внимание възможността по-старият вал да се използва като допълнително усилване. В западната част стената на каменния вал има различна посока от Големия вал, в средната е в същото направление, но пред вала, а в източната значително се отдалечава от него, докато се съберат при морския бряг. Дори когато някои крепости заемат места на стари лагери на Големия вал, крепостите не се съобразяват е тяхната планировка. Някои крепости са допълнително разширени. Строителството на каменния вал съвпада с повсеместното преминаване от землени към каменни фортификации в Първото българско царство след покръстването и идентичността на строителните особености с тези на Плиска и Преслав.
Голям вал или Тервелов вал – вдигнат след Малкия вал и преди Каменния вал от българите върху предходни римски изоставени насипи е фортификация представляваща траншеен ров и трамбован землен насип зад него. Не е ясно дали на върха му е имало честокол. Ровът му е заварен от север, но българите го обръщат първо на юг като прокопават нов ров за защита на Онгъла от Византия, при което българският ров на много места разсича заварените останки на 35 стари лагера, след известно време обаче българите обръщат вала на север като правят ров там и изграждат 28 свои форта лагери южно зад вдигнатия насип за защита на централната територия на държавата с новата столица Плиска от нападения от север на хазари и др. конни номади, в битка с които загива Аспарух в 701 г. Валът е дълъг 54 км. Насипът е висок 3,5 м. Свидетелство за българските строители тук са находките от големи количества старобългарска керамика.

## Летописни сведения
Построяването на това внушително отбранително съоръжение от българите се е запечатало дълбоко в паметта на средновековния народ като голямо дело, повод за гордост; за него Българският анонимен летопис свидетелства:
Испор (Аспарух) цар, той прие българското царство. И този цар създаде велики градове: на Дунава Дръстър град (явно опустелия и рушащ се Доросторум) ; създаде и велик презид (зидан вал) от Дунава до морето. Той създаде и Плиска град. ...Този цар насели цялата Карвунска земя, ...."
така, че не само археологическите находки, датирани древнобългарски надписи и българска керамика и всякакви предмети, останали от строежа и обитаването, заедно с древната засвидетелствана традиция да строят валове, с които да ограждат територията си, доказват какво са правили българите, но и летописците пишат за него.

## Съвременно състояние
В настоящото си състояние съоръжението е силно обезличено. Малкият вал почти не се забелязва, на някои места е напълно изчезнал. Каменният вал и крепостите са с разградена стена или на места се откриват само няколко реда от нея. Големият вал се вижда над терена северно от шосето Кюстенджа – Мурфаглар, обрасъл с растителност.